# تاريخ دمشق المنسي
تاريخ دمشق المنسي: أربع حكايات 1916-1936، كتاب للمؤلف السوري سامي مروان مبيّض، صدر عن دار رياض نجيب الريّس في بيروت سنة 2015. يحتوي على أربع أبحاث عن تاريخ مدينة دمشق المعاصر، من نهاية الحكم العثماني وحتى منتصف عهد الإنتداب الفرنسي، نُشرت جميعها باللغة الإنكليزية في مجلات جامعية مُحكمة في بريطانيا والولايات المتحدة الأمريكية.

## محتوى الكتاب
الفصل الأول من الكتاب يحكي عن الأسبوع الفاصل بين خروج الجيش العثماني ودخول القوات العربية إلى مدينة دمشق، من 26 أيلول وحتى 1 تشرين الأول 1918. شُكلت حكومة انتقالية بقيادة الأمير محمد سعيد الجزائري، حفيد المجاهد الأمير عبد القادر الجزائري، ضمّت عدداً من الشخصيات السورية مثل فارس الخوري وعطا الأيوبي وجميل الأُلشي. نجحت هذه الحكومة بحماية المدينة من النهب والفوضى ولكنها لم تستمر طويلاً بسبب اسقاطها على يد الجيش البريطاني، عشية دخوله إلى دمشق مع نهاية الحرب العالمية الأولى. نٌشر البحث الأصلي في العدد 37 من مجلّة الدراسات العربية الفصلية الصادرة في مدينة نيويورك عام 2015.
الفصل الثاني بعنوان «الإتحاد السوري الفيدرالي» وهي حكاية التجربة القصيرة في تاريخ سورية الحديث التي أطلقت من قبل المندوب السامي هنري غورو سنة 1922 ولم تستمر إلا ثمانية عشر شهراً فقط، ليتم استبدالها بالدولة السورية عام 1925. وقد جمعت دولة الاتحاد بين دولتي دمشق وحلب مع دولة جبل العلويّين، وكانت عاصمتها حلب، يديرها الوجيه صبحي بركات، أحد أعيان مدينة أنطاكيا السورية.
ويأتي الثالث بعنوان «جامعة في دمشق» ويتطرق فيه الكاتب إلى السنوات الأولى من عمر جامعة دمشق منذ تأسيسها كمعهد للطب العثماني سنة 1903 وحى نهاية ولاية رئسها الأول رضا سعيد سنة 1936. ويتحدث هذا الفصل باسهاب إلى كيف توسعت الجامعة لتتضمن كلية الحقوق عام 1913 وكيف تم إغلاقها خلال  الحرب العالمية الأولى، ليعاد فتحها بعد تعريب المناهج في عهد الملك فيصل الأول. وقد نُشر البحث الأصلي باللغة الإنكليزية في العدد 18 من مجلّة الدراسات العربية والإسلامية التابعة لجامعة لانكاستر البريطانية سنة 1918.  
أما الفصل الرابع والأخير فهو عن سيرة محمد علي العابد، أول رئيس للجمهورية السورية، الذي إنتُخب عام 1932 واستقال من منصبه بعد أربع سنوات، فاسحاً المجال أمام تولي الرئيس هاشم الأتاسي لزمام الأمور في سورية. ويطرق البحث إلى تاريخ عائلة العابد منذ منتصف القرن التاسع عشر وخلال بروز نجم كبيرها أحمد عزت العابد، مستشار السلطان عبد الحميد الثاني ووالد الرئيس محمد علي العابد. وقد نُشر البحث الأصلي باللغة الإنكليزية في العدد 41 من مجلّة دراسات الشرق الأوسط البريطانية سنة 2014.